# Angelique Boyer

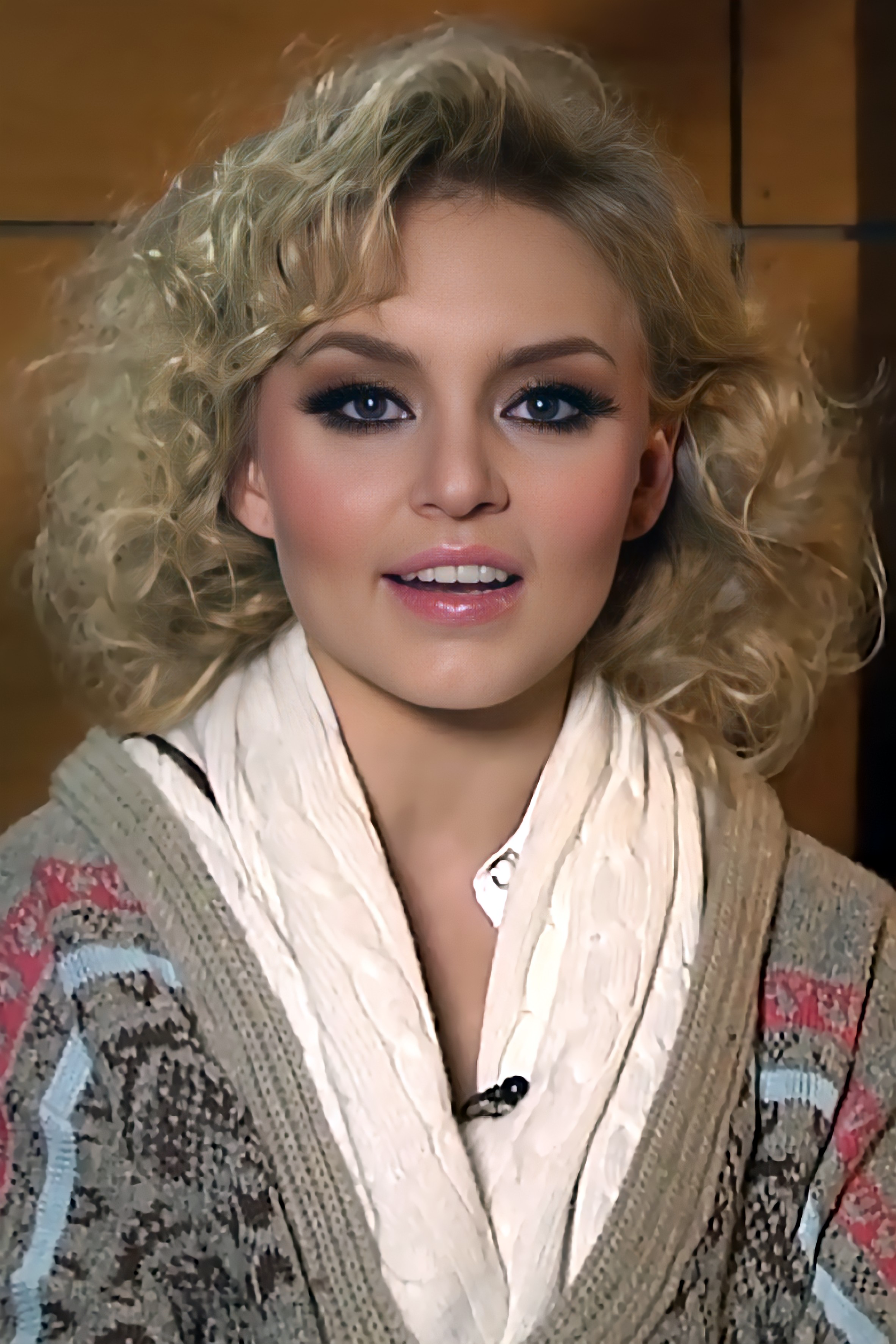
Angelique Boyer nel 2014.

Angelique Monique-Paulette Boyer Rosseau, nota come Angelique Boyer (Saint-Claude, 4 luglio 1988), è un'attrice e modella francese naturalizzata messicana.

## Biografia
Angelique nasce a Saint-Claude (dipartimento del Giura, Francia), comune francese in cui passa i suoi primi due anni. Successivamente si trasferisce in Messico con la famiglia, dove trascorre la maggior parte della sua vita e l'intera carriera professionale, ottenendo la doppia cittadinanza francese e messicana.
All'età di cinque anni intraprende la carriera di modella, tre anni dopo inizia la sua formazione professionale nel mondo dello spettacolo entrando nel Centro de Educación Artística Infantil (CEA) di Televisa. Dopo aver concluso il suo percorso formativo, la giovane si unisce per un breve periodo a un gruppo musicale chiamato ″Rabanitos Verdes″. Nel 2002, terminato il suo progetto musicale, torna al CEA.
Nel 2004, debutta come attrice interpretando Anette nella telenovela Corazones al límite. Il suo ruolo di maggior successo è finora quello di Teresa, recitato nel 2010 nell'omonima telenovela al fianco di Sebastían Rulli e Aarón Díaz. Col passare del tempo, Angelique fa breccia nel cuore del suo pubblico e si fa sempre più spazio nel mondo dello spettacolo. Viene infatti premiata svariate volte durante la sua carriera (Premios TVyNovelas, Premios Juventud, Premios Bravo e Premios ACE).
L'attore argentino Sebastían Rulli, col quale ha recitato più volte, è il suo partner dal 2014.

## Filmografia

### Telenovelas
- Corazones al límite — serial TV, 145 episodi (2004)
- Rebelde — serial TV, 440 episodi (2004-2006)
- Muchachitas como tú — serial TV, 398 episodi (2007)
- Alma de hierro — serial TV, 398 episodi (2008-2009)
- Corazón salvaje — serial TV, 135 episodi (2009-2010)
- Teresa — serial TV, 152 episodi (2010-2011)
- Abismo de pasión — serial TV, 161 episodi (2012)
- Lo que la vida me robó — serial TV, 197 episodi (2013-2014)
- Tres veces Ana — serial TV, 123 episodi (2016)
- Amar a muerte — serial TV, 87 episodi (2018-2019)
- Imperio de mentiras — serial TV, 92 episodi (2020-2021)
- Vencer el pasado — serial TV, 85 episodi (2021)
- El amor invencible — serial TV, 80 episodi (2023)
- El extraño retorno de Diana Salazar — serial TV, 8 episodi (2024)

### Serie TV
- Mujeres asesinas, serie TV, 78 episodi (2005-2008)

### Film
- J-ok'el: La leyenda de la Llorona, regia di Benjamin Williams (2007)

## Premiazioni e nomine
- Premi TVyNovelas Messico
  - Candidatura alla migliore giovane attrice per Corazón salvaje
  - Migliore attrice protagonista per Teresa
  - Candidatura per alla migliore attrice protagonista per Abismo de pasión
  - Candidatura per alla migliore attrice protagonista per Lo que la vida me robó
  - Migliore attrice protagonista per Tres veces Ana
  - Migliore attrice protagonista per Amar a muerte
- Premi People in spagnolo
  - Candidatura alla migliore attrice per Teresa
  - Candidatura alla migliore coppia con Aarón Díaz per Teresa
  - Candidatura alla migliore coppia con Sebastían Rulli per Teresa
  - Candidatura per alla migliore attrice per Abismo de pasión
  - Candidatura alla migliore coppia con David Zepeda per Abismo de pasión
- Premios Juventud
  - Candidatura alla ragazza che mi toglie il sonno per Teresa
  - Candidatura alla migliore coppia con Aarón Díaz e Sebastían Rulli per Teresa
  - Candidatura alla ragazza che mi toglie il sonno per Abismo de pasión
  - Ragazza che mi toglie il sonno per Lo que la vida me robó
- Kids choice awards Messico
  - Candidatura al cattivo preferito per Teresa
  - Candidatura al personaggio femminile preferito per Teresa
  - Candidatura all'attrice preferita per Abismo de pasión
- Premi Bravo
  - Migliore attrice per Teresa
- Premi ACE Argentina
  - Migliore attrice protagonista per Teresa